# أيدوني
أيذوني أو أيدوني (بالإيطالية: Aidone)‏ هي بلدية في مقاطعة إنا في صقلية الإيطالية.

## السكان
في سنة 1861 بلغ عدد السكان 5٬984 نسمة، وتطور العدد ليصل في سنة 2011 لـ 4٬929 نسمة.
يظهر هذا المخطط البياني تطور النمو السكاني لـ أيدوني

## أعلام
- اينزو بيانكو